# Єгоров Богдан Вікторович
Богдан Вікторович Єгоров (нар. 15 серпня 1958, Воркута, Республіка Комі) — український вчений; фахівець у галузі харчових технологій. Доктор технічних наук, професор.
Заслужений діяч науки і техніки України. Лауреат Державної премії України в галузі науки і техніки.
З 2003 року — по 2022 рік - ректор Одеської національної академії харчових технологій.
Академік Національної академії аграрних наук України.

## Життєпис
Народився у Воркуті в сім'ї шахтаря-рятівника. У 1968 році з родиною у віці 10 років переїхав у місто Бершадь, що у Вінницькій області.
У 1975 році тут він закінчив Бершадську середню школу № 1.
У 1981 році закінчив Одеський технологічний інститут харчової промисловості, де відтоді там і працює, пройшовши трудовий шлях до ректора навчального закладу.
З вересня 2020 —  член Атестаційної колегії МОН України.

### Сім'я
Одружений з науковицею Єгоровою Антоніною Вікторівною. Має трьох дітей.

## Наукова діяльність
До сфери наукових інтересів належить продовольча безпека, системний аналіз і синтез технологій виробництва преміксів, кормових добавок, комбікормів, продукції тваринного походження і продуктів харчування.
Автор (співавтор) низки праць (підручників, посібників, монографій), присвячених аграрній науці та харчовим технологіям.
Головний редактор журналів «Зернові продукти і комбікорми», «Харчова наука і технологія», «Економіка харчової промисловості».

### Вибрані праці
- Наукові основи формування та покращення споживних властивостей нових зернових продуктів: монографія / Єгоров Б. В. та ін. — О., 2013. — 387 с.
- Контроль якості та безпека продукції в галузі (комбікормова галузь): підруч. для студентів ВНЗ напряму «Харчова технологія та інженерія» за програмами бакалаврів і спец. «Технологія зберігання та переробки зерна» за програмами спеціалістів і магістрів / Б. В. Єгоров та ін. — Херсон: ОЛДІ-ПЛЮС, 2013. — 445 с
- Технологія виробництва комбікормів: підруч. для студ. вищ. навч. закл. напряму «Харчова технологія та інженерія» за прогр. бакалаврів і спец. «Технологія зберігання та переробки зерна» за прогр. спеціалістів і магістрів / Б. В. Єгоров. — О. : Друкарський дім, 2011. — 447 с.
- Технология производства премиксов: учеб. пособие для вузов для специальности «Технология хранения и переработки зерна» / Б. В. Егоров и др. — К., 2000. — 182 с.